# Saint-Just, Hérault
Saint-Just är en kommun i departementet Hérault i regionen Occitanien i södra Frankrike. Kommunen ligger i kantonen Lunel som tillhör arrondissementet Montpellier. År 2022 hade Saint-Just 3 290 invånare.

## Befolkningsutveckling
Antalet invånare i kommunen Saint-Just
Referens:INSEE